# Mamba2
Mamba2是基于状态空间对偶（SSD）框架的新型模型，统一了Transformer与结构化状态空间模型（SSM）。相较于前身Mamba，它在保持性能的同时将让运算速度有所提升，优化计算效率。

## 架构
Mamba-2是基于状态空间模型（State Space Model, SSM）与注意力机制深度融合的新型序列建模架构，其核心设计围绕“状态空间对偶性”（State Space Duality, SSD）框架展开。该框架通过结构化矩阵理论（如半可分矩阵）建立SSM与注意力机制之间的数学等价性，从而将两者的高效算法统一，解决了传统SSM（如Mamba）在硬件效率与扩展性上的瓶颈，同时保持了与Transformer的竞争力。

### 状态空间对偶性
状态空间对偶性（SSD）框架揭示了SSM与线性注意力的内在关联：将SSM的递归计算形式（线性复杂度）与注意力的二次矩阵形式（如{\displaystyle QK^{T}V}）统一为结构化矩阵变换。通过半可分矩阵（Semiseparable Matrix）的分解，SSM可视为一类具有低秩下三角结构的注意力变体（Structured Masked Attention, SMA），反之亦然。这种对偶性允许SSM利用注意力的并行化技术（如张量并行），同时继承SSM的长序列建模优势。

### 与前身mamba的区别
Mamba2是Mamba架构的进化版本，其核心创新在于结构化状态空间对偶（SSD）框架的提出，首次揭示了状态空间模型（SSMs）与注意力的内在等价关系。该框架启发了高效算法，如基于半可分矩阵块分解的SSD计算，速度较Mamba的selective scan提升2—8倍，并支持更大的状态维度（如8倍扩展）。架构上，Mamba2引入并行参数投影机制，避免了顺序计算瓶颈；同时整合多值注意力（MVA）模式优化头部设计，并支持Tensor Parallelism以减少同步开销。这些创新提升了训练效率和语言建模能力，在Perplexity和下游任务中超越前代模型。

### 相较于mamba以及transfromer的性能优势
Mamba-2在序列建模中展现出性能优势，其核心创新在于结构化状态空间对偶（SSD）框架。理论层面，SSD将状态空间模型（SSM）与注意力机制统一为半可分矩阵的两种计算形式，并通过块分解算法实现计算优化。相较Mamba的选择性SSM需硬件优化扫描，SSD充分利用矩阵乘法单元，训练速度提升2-8倍；相比Transformer的二次注意力复杂度（{\displaystyle o(T^{2}N)}FLOPs），SSD保持线性复杂度（{\displaystyle o(TN^{2})} FLOPs），在长序列场景更具可扩展性。
实验验证显示：在MQAR联想回忆任务中，Mamba-2通过增大状态维度（N=256）超越Mamba；语言建模任务显示同参数量下Mamba-2帕累托支配Mamba与Transformer++；下游零样本评估证实2.7B参数的Mamba-2超越6.9B的Pythia模型。这些结果突显其在效率与表达能力上的双重突破。

### 局限性
Mamba-2模型在序列建模领域虽具突破性，但仍存在若干局限性。模型结构方面，其基于状态空间模型（SSM）的设计虽能高效处理长序列，但固定大小的状态向量可能限制对极端复杂依赖关系的建模能力，尤其在需要精确保留历史细节的任务中表现逊于传统注意力机制。计算效率层面，尽管通过结构化矩阵优化（如SSD算法）显著提升训练速度，但在短序列场景下的硬件利用率仍低于高度优化的Transformer实现（如FlashAttention-2），且超大状态维度（N>256）可能导致内存压力。功能特性上，模型简化了softmax注意力机制，虽提升效率却牺牲了动态权重分配的灵活性，对需精细关联建模的任务（如多跳推理）适应性较弱。此外，其递归本质对错误传播较为敏感，长程生成可能累积隐状态误差。

## 变种模型

### 与BiLSTM的结合
Mamba2-BiLSTM混合模型是一种将双向长短期记忆网络（BiLSTM）与新型状态空间模型Mamba2相结合的深度学习架构。该模型利用BiLSTM捕捉电池充放电过程中的长周期时序依赖特性，同时通过Mamba2的高效序列建模能力解析全局电压变化关联性，实现局部特征与全局退化规律的互补融合。此结构在锂电池健康状态（SOH）估计中，能同步处理荷电状态（SOC）与SOH的耦合关系，显著提升容量衰减预测精度，并依托迁移学习实现跨电池型号的泛化应用。

### 融合深度可分离卷积与轻量化门控单元
通过融合深度可分离卷积与轻量化门控单元，模型在保留全局依赖建模能力的同时，实现对大规模点云、视频等多维时空数据的实时处理。该变种在点云配准、自动驾驶感知等领域展现出较好性能，成为轻量化端到端学习系统的一种技术路径。

### 与Transformer结合
RRGMambaFormer是一种基于Mamba-2架构的混合模型变种，专为医学影像报告生成任务设计。该模型创新性地融合了Transformer的注意力机制与Mamba块的高效序列建模能力，通过动态替换传统位置编码并引入多粒度上下文记忆模块，显著提升了长文本生成的准确性和计算效率。其核心突破在于减少参数量的同时加速推理，适用于处理复杂跨模态医疗数据（如图像与报告）。

## 影响
Mamba2对多个领域产生了影响，比如生物学、电力负荷预测等。

## 未来方向
解释性技术迁移 ：借鉴Transformer的解释性方法（如注意力可视化），探索SSMs的可解释性工具，分析Mamba2模型是否具有类似特性。
上下文学习（In-Context Learning）增强 ：结合线性注意力和SSM的优势，开发更适合上下文学习的架构。